# Linda Caridi
Pour les articles homonymes, voir Caridi.
Linda Caridi, née à Milan le 12 septembre 1988, est une actrice italienne.

## Biographie
D'origine sicilo-calabraise et née dans la capitale lombarde, Linda Caridi a fréquenté l'Ecole Civique d'Art Dramatique Paolo Grassi, où elle a obtenu son diplôme en 2011.
En 2018, Linda Caridi, tient l'un des deux rôles principaux avec Maria Roveran, dans le film Mamma + Mamma de Karole Di Tommaso, qui relate les problèmes rencontrés par un couple de lesbienne qui désire fonder une famille.

## Filmographie

### Cinéma
- 2010 : La banda dei Babbi Natale (it) de Paolo Genovese : Anna
- 2012 : Nottetempo (court métrage) de Gianandrea Caruso : Alice
- 2015 : Antonia. de Ferdinando Cito Filomarino : Antonia Pozzi
- 2015 : Lea de Marco Tullio Giordana : Denise
- 2018 : Nome di donna de Marco Tullio Giordana : Cecilia, fille de Torri
- 2018 : Ricordi? de Valerio Mieli : Lei
- 2018 : Mamma + Mamma de Karole di Tommaso : Karole[4]
- 2019 : La Fameuse invasion des ours en Sicile de Lorenzo Mattotti : Almerina (voix)
- 2020 : Les Liens qui nous unissent (Lacci) de Daniele Luchetti : Lidia
- 2021 : Amants super-héroïques (Supereroi) de Paolo Genovese : Tullia
- 2022 : Diabolik: Ginko all'attacco de Marco et Antonio Manetti : Elena Vanel
- 2022 : Nina, Lelle e u mari (court métrage) de Maria Giulia Mutolo : Nina
- 2023 : Dernière Nuit à Milan (L'ultima notte di Amore) d'Andrea Di Stefano : Viviana
- 2024 : Sei fratelli de Simone Godano

### Télévision

#### Téléfilms
- 2016 : Felicia Impastato de Gianfranco Albano : Felicetta Vitale
- 2019 : Storia di Nilde (it) d'Emanuele Imbucci : Rosanna

#### Séries télévisées
- 2016 : Donne : Ofelia
- 2021 : Il cacciatore : Paola Romano
- 2024 : Supersex : Tina